# Federación Andorrana de Deportes Adaptados
La Federación andorrana de deportes adaptados (en catalán: Federació Andorrana d'esports adaptats) es el comité paralímpico nacional que representa a Andorra. Esta organización es la responsable de las actividades deportivas paralímpicas en el país, selecciona los equipos y recauda los fondos para enviar a los competidores andorranos a eventos paralímpicos organizados por el Comité Paralímpico Internacional, y representa al país ante este organismo.